# José White Lafitte

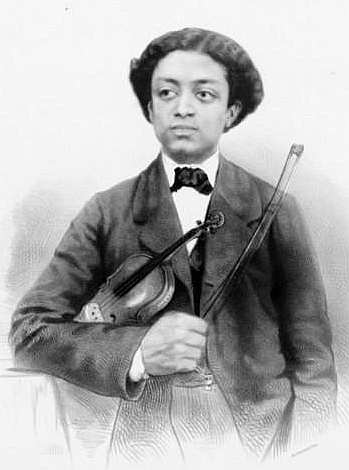
José White em 1856

José Silvestre White Lafitte (Matanzas, 17 de janeiro de 1836  - Paris, 15 de março de 1918) foi um violinista e compositor cubano.

## Biografia
Seu pai Don Carlos White era espanhol e sua mãe era cubana de ascendência africana.
Depois de receber seu primeiro treinamento musical de seu pai, que era um violinista amador, José White fez seu primeiro concerto em Matanzas em 21 de março de 1854. Ele foi acompanhado pelo pianista e compositor americano Louis Moreau Gottschalk, "que o incentivou a continuar seus estudos de violino em Paris e arrecadou dinheiro para que ele pudesse viajar para lá".
José White estudou no Conservatório de Paris, inicialmente com Jean-Delphin Alard, entre os anos de 1855 e 1871, vencendo o Primeiro Grande Prêmio em 1856.
Ele se tornou cidadão francês em 1870, e foi altamente elogiado por Rossini.
No início da década de 1870, White empreendeu uma turnê de concertos pela Europa, depois viajou pela América do Sul e do Norte. Entre 1875 e 1877, ele se apresentou em Nova York, Boston, Washington e Filadélfia. 
De 1877 a 1889, White foi diretor do Conservatório Imperial no Rio de Janeiro, Brasil , onde atuou como músico da corte do Imperador Dom Pedro II. Sua grande obra é a La Bella Cubana.
Em 1879, Chiquinha Gonzaga dedicou sua habanera "Sonhando" ao músico com a seguinte nota: "Ao distinto violinista José White".
Como compositor, White foi influenciado por músicos europeus como Henryk Wieniawski e Henri Vieuxtemps. Ele compôs, entre outros: um concerto para violino, um quarteto de cordas, um bolero para violino e orquestra, variações para cravo e orquestra, e peças para violino e piano.

## Radionovela
Em setembro de 2014, a emissora cubana CMBF Radio Musical Nacional começou a transmitir a radionovela El alma al fuego, baseada na vida do eminente músico, inspirada no livro José White y su tiempo de Sabine Faivre d'Arcier. A série de 35 capítulos foi produzida pela Radio Arte, com roteiro de Pedro Luis Rodríguez, direção de Héctor Pérez Ramírez e atuações de:
Antonio Arroyo como José White,
Isahily Merino como Sofía, esposa do músico,
Marta García como María Laffite de White, mãe do músico,
Luis Ángel Lin como Delfín Alard,
Lázaro León como Claude Taffanel, entre outros.